# Prodotiscus
Prodotiscus – rodzaj ptaków z rodziny miodowodów (Indicatoridae).

## Zasięg występowania
Rodzaj obejmuje gatunki występujące w Afryce Subsaharyjskiej.

## Morfologia
Długość ciała 10–13,5 cm; masa ciała 8,9–16,5 g.

## Systematyka

### Etymologia
- Prodotiscus: rodzaj Prodotes Nitzsch, 1829[a] (miodowód) (od gr. προδοτης prodotēs „zdrajca”); łac. przyrostek zdrabniający -iscus[5].
- Hetaerodes: gr. ἑταιρα hetaira „kurtyzana, towarzyszka”; -οιδης -oidēs „przypominający”[6]. Gatunek typowy: Hetaerodes insignis Cassin, 1856.

### Podział systematyczny
Do rodzaju należą następujące gatunki:
- Prodotiscus insignis (Cassin, 1856) – miodowodzik ciemny
- Prodotiscus zambesiae Shelley, 1894 – miodowodzik szarogłowy
- Prodotiscus regulus Sundevall, 1850 – miodowodzik jasnobrzuchy